# Ulrich Renz (Historiker)

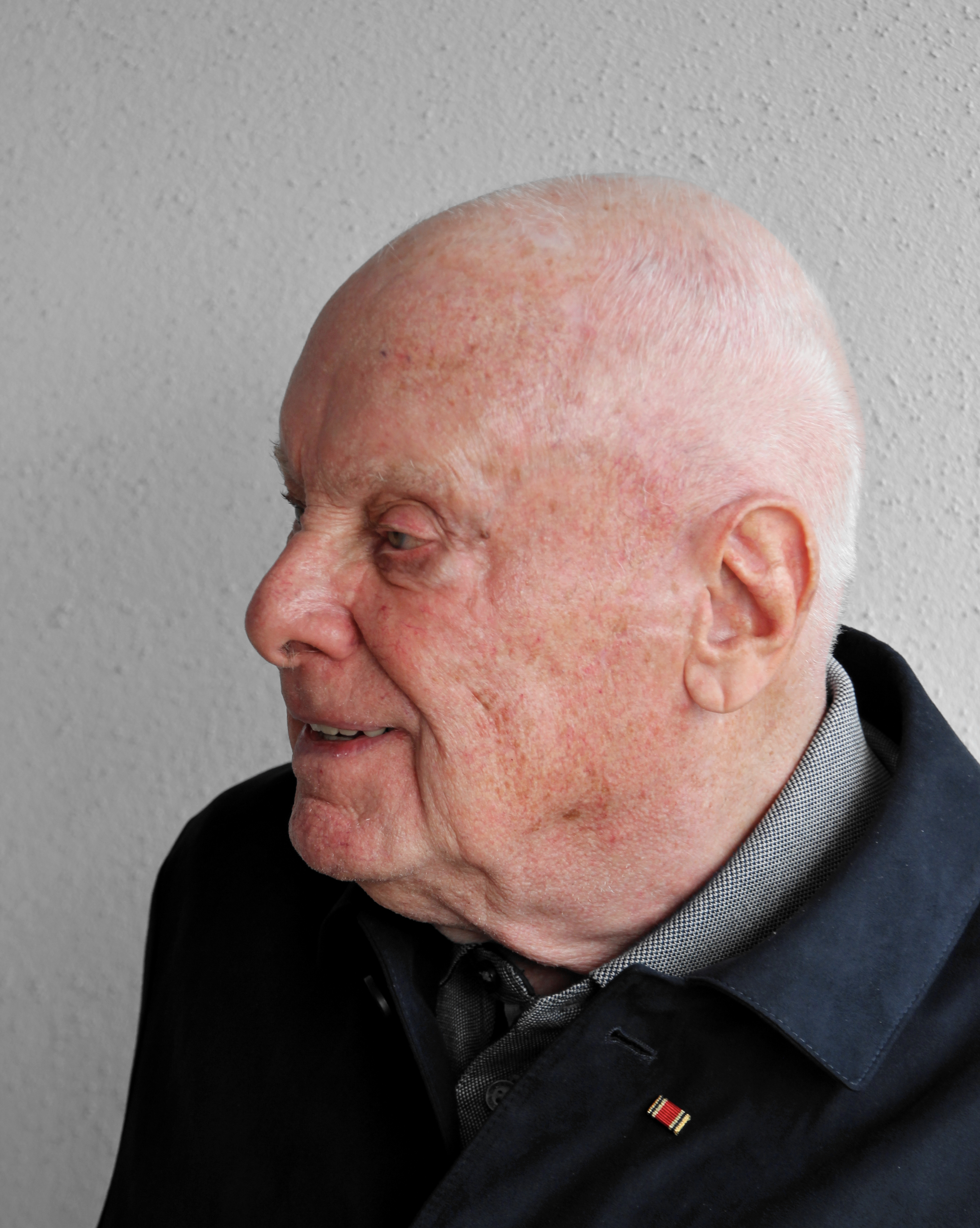
Ulrich Renz (2024)

Ulrich Renz (* 20. Mai 1934 in Stuttgart; † 11. November 2024 in Frankfurt am Main) war ein deutscher Journalist und Historiker.

## Leben
Renz wuchs in Giengen an der Brenz auf. Nach dem Besuch des Gymnasiums erlernte er Mitte der 1950er Jahre bei der Heidenheimer Zeitung das journalistische Handwerk und war anschließend in Heidenheim an der Brenz als Redakteur tätig. 1959 wechselte er zum deutschsprachigen Dienst der Nachrichtenagentur United Press International (UPI) in Frankfurt am Main. Er wurde dort Leiter der Inlandredaktion und später Chef vom Dienst in Zürich und in Frankfurt am Main. 1971 wechselte er zur Nachrichtenagentur Associated Press (AP), wo er von 1986 bis 1992 Chefredakteur war.
Ein Schwerpunkt seiner Tätigkeit war die Gerichtsberichterstattung beim Bundesverfassungsgericht. Außerdem berichtete Renz von fünfzehn NS-Prozessen, darunter auch den Auschwitzprozessen.
Auch im Ruhestand war Ulrich Renz in Frankfurt als freier Journalist und Autor historischer Schriften tätig. 1989 erschien sein Buch Lauter pflichtbewusste Leute, in dem er die Lebensläufe von Tätern im Dritten Reich aufarbeitete. Bis zu deren Einstellung im Jahre 2012 schrieb er für die Zeitschrift Tribüne zum Verständnis des Judentums.
Mit Georg Elser beschäftigte sich Renz bereits in seiner Heidenheimer Zeit. In Archiven entdeckte er zahlreiche Dokumente, die für die historische Aufarbeitung der Bedeutung dieses Widerstandskämpfers wegweisend sind, u. a. den von der Gestapo von der Schweiz angeforderten Ermittlungsbericht über Elser im Schweizerischen Bundesarchiv. Renz war ab 1999 Mitarbeiter der Georg Elser Gedenkstätte Königsbronn. 2004 erhielt er für seine Verdienste um Elser die Königsbronner Gemeindeehrennadel.

## Schriften (Auswahl)
- Lauter pflichtbewußte Leute – Szenen aus NS-Prozessen. Bund-Verlag, Köln 1989, ISBN 3-7663-3160-4, Neuauflage Quadrate-Buchh., Mannheim 2008, ISBN 978-3-924704-39-1.
- Georg Elser – Ein Meister der Tat. DRW-Verlag, Leinfelden-Echterdingen 2009, ISBN 978-3-87181-767-0.
- Georg Elser. Allein gegen Hitler. Mit einem Vorwort von Peter Härtling. Verlag W. Kohlhammer, Stuttgart 2014, ISBN 978-3-17-026352-9, Zweite Auflage 2016, ISBN 978-3-17-031077-3.
- Auf der Spur eines ‚Herrenmenschen‘. Georg Elser Gedenkstätte, Königsbronn 2017, ISBN 978-3-00-057383-5.

In der Schriftenreihe der Georg Elser Gedenkstätte (Auswahl):
- Band 01: Die Akte Elser. (2000)
- Band 03: Der Fall Niemöller. (2002)
- Band 07: Das Protokoll. (2006)
- Band 12: Der Bürgerbräukeller. (2011)
- Band 18: Elser und Hitler. (2019)
- Band 19: Elser und der Fabrikant. (2020)

## Ehrungen
- 2015: Bundesverdienstkreuz am Bande[5]